# Farès Chaïbi
Farès Chaïbi (Lione, 28 novembre 2002) è un calciatore algerino con cittadinanza francese, centrocampista dell'Eintracht Francoforte e della nazionale algerina.

## Carriera

### Club
Cresciuto nel settore giovanile del Tolosa, esordisce in prima squadra il 7 agosto 2022, disputando l'incontro di Ligue 1 pareggiato per 1-1 contro il Nizza.
Il 30 agosto 2023 viene acquistato dall'Eintracht Francoforte.

### Nazionale
In possesso della doppia cittadinanza francese e algerina, il 17 marzo 2023 riceve la prima convocazione con la nazionale algerina in vista del doppio confronto contro il Niger valido per le gare di qualificazione alla Coppa d'Africa 2023.
Il 12 settembre 2023 realizza il suo primo gol per la selezione algerina decidendo l'amichevole vinta in casa del Senegal (0-1).

## Statistiche

### Presenze e reti nei club
Statistiche aggiornate al 17 marzo 2023.
| Stagione        | Squadra               | Campionato      | Campionato | Campionato | Coppe nazionali | Coppe nazionali | Coppe nazionali | Coppe continentali | Coppe continentali | Coppe continentali | Altre coppe | Altre coppe | Altre coppe | Totale | Totale |
| Stagione        | Squadra               | Comp            | Pres       | Reti       | Comp            | Pres            | Reti            | Comp               | Pres               | Reti               | Comp        | Pres        | Reti        | Pres   | Reti   |
| --------------- | --------------------- | --------------- | ---------- | ---------- | --------------- | --------------- | --------------- | ------------------ | ------------------ | ------------------ | ----------- | ----------- | ----------- | ------ | ------ |
| 2020-2021       | Tolosa 2              | N3              | 3          | 3          |                 | -               | -               |                    | -                  | -                  |             | -           | -           | 3      | 3      |
| 2021-2022       | Tolosa 2              | N3              | 17         | 1          |                 | -               | -               |                    | -                  | -                  |             | -           | -           | 17     | 1      |
| Totale Tolosa 2 | Totale Tolosa 2       | Totale Tolosa 2 | 20         | 4          |                 | -               | -               |                    | -                  | -                  |             | -           | -           | 20     | 4      |
| 2022-2023       | Tolosa                | L1              | 36         | 5          | CF              | 5               | 3               |                    | -                  | -                  |             | -           | -           | 41     | 8      |
| ago. 2023       | Tolosa                | L1              | 2          | 0          | CF              | 0               | 0               | -                  | -                  | -                  | -           | -           | -           | 2      | 0      |
| Totale Tolosa   | Totale Tolosa         | Totale Tolosa   | 38         | 5          |                 | 5               | 3               |                    | -                  | -                  |             | -           | -           | 43     | 8      |
| 2023-2024       | Eintracht Francoforte | BL              | 17         | 1          | CG              | 2               | 0               | UECL               | 6                  | 2                  | -           | -           | -           | 25     | 3      |
| Totale carriera | Totale carriera       | Totale carriera | 75         | 10         |                 | 7               | 3               |                    | 6                  | 2                  |             | -           | -           | 88     | 15     |

### Cronologia presenze e reti in nazionale
| Cronologia completa delle presenze e delle reti in nazionale ― Algeria | Cronologia completa delle presenze e delle reti in nazionale ― Algeria | Cronologia completa delle presenze e delle reti in nazionale ― Algeria | Cronologia completa delle presenze e delle reti in nazionale ― Algeria | Cronologia completa delle presenze e delle reti in nazionale ― Algeria | Cronologia completa delle presenze e delle reti in nazionale ― Algeria | Cronologia completa delle presenze e delle reti in nazionale ― Algeria | Cronologia completa delle presenze e delle reti in nazionale ― Algeria |
| Data                                                                   | Città                                                                  | In casa                                                                | Risultato                                                              | Ospiti                                                                 | Competizione                                                           | Reti                                                                   | Note                                                                   |
| ---------------------------------------------------------------------- | ---------------------------------------------------------------------- | ---------------------------------------------------------------------- | ---------------------------------------------------------------------- | ---------------------------------------------------------------------- | ---------------------------------------------------------------------- | ---------------------------------------------------------------------- | ---------------------------------------------------------------------- |
| 23-3-2023                                                              | Baraki                                                                 | Algeria                                                                | 2 – 1                                                                  | Niger                                                                  | Qual. Coppa d'Africa 2023                                              | -                                                                      | 69’                                                                    |
| 27-3-2023                                                              | Radès                                                                  | Niger                                                                  | 0 – 1                                                                  | Algeria                                                                | Qual. Coppa d'Africa 2023                                              | -                                                                      |                                                                        |
| 20-6-2023                                                              | Annaba                                                                 | Algeria                                                                | 1 – 1                                                                  | Tunisia                                                                | Amichevole                                                             | -                                                                      | 85’                                                                    |
| 7-9-2023                                                               | Annaba                                                                 | Algeria                                                                | 0 – 0                                                                  | Tanzania                                                               | Qual. Coppa d'Africa 2023                                              | -                                                                      |                                                                        |
| 12-9-2023                                                              | Dakar                                                                  | Senegal                                                                | 0 – 1                                                                  | Algeria                                                                | Amichevole                                                             | 1                                                                      | 89’                                                                    |
| 12-10-2023                                                             | Costantina                                                             | Algeria                                                                | 5 – 1                                                                  | Capo Verde                                                             | Amichevole                                                             | -                                                                      | 67’                                                                    |
| 16-10-2023                                                             | al-ʿAyn                                                                | Egitto                                                                 | 1 – 1                                                                  | Algeria                                                                | Amichevole                                                             | -                                                                      |                                                                        |
| 16-11-2023                                                             | Baraki                                                                 | Algeria                                                                | 3 – 1                                                                  | Somalia                                                                | Qual. Mondiali 2026                                                    | -                                                                      | 61’                                                                    |
| 19-11-2023                                                             | Maputo                                                                 | Mozambico                                                              | 0 – 2                                                                  | Algeria                                                                | Qual. Mondiali 2026                                                    | 1                                                                      |                                                                        |
| 5-1-2024                                                               | Lomé                                                                   | Togo                                                                   | 0 – 3                                                                  | Algeria                                                                | Amichevole                                                             | -                                                                      | 68’                                                                    |
| 9-1-2024                                                               | Lomé                                                                   | Burundi                                                                | 0 – 4                                                                  | Algeria                                                                | Amichevole                                                             | -                                                                      | 72’                                                                    |
| 15-1-2024                                                              | Bouaké                                                                 | Algeria                                                                | 1 – 1                                                                  | Angola                                                                 | Coppa d'Africa 2023 - 1º turno                                         | -                                                                      |                                                                        |
| 20-1-2024                                                              | Bouaké                                                                 | Algeria                                                                | 2 – 2                                                                  | Burkina Faso                                                           | Coppa d'Africa 2023 - 1º turno                                         | -                                                                      | 74’                                                                    |
| 22-3-2024                                                              | Baraki                                                                 | Algeria                                                                | 3 – 2                                                                  | Bolivia                                                                | Amichevole                                                             | -                                                                      | 46’                                                                    |
| 17-11-2024                                                             | Tizi Ouzou                                                             | Algeria                                                                | 5 – 1                                                                  | Liberia                                                                | Qual. Coppa d'Africa 2025                                              | -                                                                      | 75’                                                                    |
| 21-3-2025                                                              | Francistown                                                            | Botswana                                                               | 1 – 3                                                                  | Algeria                                                                | Qual. Mondiali 2026                                                    | -                                                                      | 69’                                                                    |
| 25-3-2025                                                              | Tizi Ouzou                                                             | Algeria                                                                | 5 – 1                                                                  | Mozambico                                                              | Qual. Mondiali 2026                                                    | -                                                                      | 84’                                                                    |
| 5-6-2025                                                               | Costantina                                                             | Algeria                                                                | 2 – 0                                                                  | Ruanda                                                                 | Amichevole                                                             | -                                                                      | 83’                                                                    |
| 10-6-2025                                                              | Solna                                                                  | Svezia                                                                 | 4 – 3                                                                  | Algeria                                                                | Amichevole                                                             | -                                                                      | 79’                                                                    |
| Totale                                                                 |                                                                        | Presenze                                                               | 19                                                                     |                                                                        | Reti                                                                   | 2                                                                      |                                                                        |

## Palmarès
- Coppa di Francia: 1

Tolosa: 2022-2023